# Берри, Ник
Ник Берри (англ. Nic Berry, родился 13 марта 1984 года в Брисбене) — австралийский регбист, выступавший на позиции скрам-хава, и регбийный судья, судящий матчи Супер Регби. Один из немногих игроков чемпионата Супер Регби, которые после завершения игровой карьеры судили матчи в том же турнире.

## Игровая карьера
Берри окончил Ипсвичскую гимназию в Квинсленде. Играл в чемпионате Квинсленда за клуб «Саннибэнк», в 2004 году дебютировал в команде «Квинсленд Редс» в Супер 12. В 2005 году играл за сборную Австралии не старше 21 года на чемпионате мира в Аргентине. Всего сыграл 33 матча в Супер Регби за «Квинсленд Редс», в том числе 28 матчей в 2005—2007 годах. Также сыграл три матча в Национальном регбийном чемпионате за «Ист-Кост Эйсиз» (он же «Квинсленд Кантри») в 2007 году. В 2006 году Берри был включён в заявку австралийской сборной, выступавшей под названием Australian Prime Ministers XV и готовившейся к матчу 4 ноября против Японии в Токио.
Летом 2007 года Берри уехал в Европу, где провёл три сезона за парижский клуб «Расинг Метро 92». Фактически он был запасным на позиции Жерома Фийоля. За два сезона он сыграл 59 матчей в разных турнирах. В 2010 году он перешёл в клуб английской Премьер-Лиги «Лондон Уоспс», заключив с ним двухлетний контракт и заменив ушедшего Марка Робинсона. Позже он продлил контракт ещё на два сезона. Однако за время выступлений в чемпионате Англии Берри перенёс немало сотрясений мозга, и каждое следующее восстановление после повреждения было дольше предыдущего. После того, как Берри потерял сознание при попытке захвата игрока на 72-й минуте игры против «Харлекуинс», стало ясно, что о продолжении игровой карьеры не идёт и речи. В итоге игрок завершил карьеру по состоянию здоровья.

## Судейская карьера
После завершения игровой карьеры Берри некоторое время тренировался в расположении клуба «Уоспс» и участвовал в Лондонском марафоне. По возвращении в Брисбен он некоторое время работал школьным учителем, однако позже ему предложили стать регбийным судьёй по совету руководителя судейского корпуса Австралийского регбийного союза Эндрю Коула. В 2015 году он начал работать на матчах, дебютировав в чемпионате Квинсленда и Национальном регбийном чемпионате. В 2016 году Берри присоединился к судьям Супер Регби. Первый матч отсудил 9 апреля 2016 года между клубами «Стормерз» и «Санвулвз».
В 2017 году Берри судил матчи чемпионата мира до 20 лет в Грузии, а также проработал на тест-матче между Шотландией и Самоа. 10 ноября 2018 года он судил матч Ирландии и Аргентины. В 2019 году был среди судей чемпионата мира в Японии; также 23 февраля 2019 года судил матч Кубка шести наций между Францией и Шотландией.

## Достижения
- Чемпион Квинсленда: 2005[5], 2007
- Победитель Про Д2: 2009[5]

## Личная жизнь
Супруга — Мел. Берри увлекается рыбалкой.